# Яркко Ойкарінен
Яркко Ойкарінен (фін. Jarkko Oikarinen; нар. 1967) — фінський учений в сфері інформаційних технологій, програміст. У 1988 році розробив протокол IRC та програмне забезпечення для його реалізації.